# Vetrești-Herăstrău
Vetrești-Herăstrău – wieś w Rumunii, w okręgu Vrancea, w gminie Nistorești. W 2011 roku liczyła 291
mieszkańców